# Paragarypus fagei
Paragarypus fagei är en spindeldjursart som beskrevs av Max Vachon 1937. Paragarypus fagei ingår i släktet Paragarypus och familjen gammelekklokrypare. Inga underarter finns listade i Catalogue of Life.